# Emidio Cavigioli
Emidio Cavigioli (Omegna, 3 luglio 1925 – Busto Arsizio, 23 febbraio 2015) è stato un calciatore italiano, di ruolo  attaccante.

## Caratteristiche tecniche
Ala piccola e forte fisicamente, era un attaccante dotato di estro e fantasia.

## Carriera

### Club
Si trasferisce ancora giovane a Novara dove a 15 anni esordisce in serie C con lo Sparta Novara.
A 17 anni l'esordio in serie A. Ha giocato nello Sparta Novara, nel Novara con Silvio Piola nel 1944, quindi nel dopoguerra passa alla Pro Patria  dove vince il campionato di serie B nella stagione 1946-1947, contribuendo attivamente al successo finale con 14 reti realizzate.
Disputa otto anni di campionati di serie A e dopo la sciagura di Superga veste la gloriosa maglia numero 7 che fu di Romeo Menti nel Torino, in prestito dalla formazione bustocca. In granata tuttavia non riuscirà ad imporsi (8 presenze in campionato ed una rete nel pareggio esterno contro l'Udinese del 27 gennaio 1952), e farà così ritorno a Busto Arsizio.
Smette ancora giovane a causa della rottura del menisco, che ai tempi comprometteva il proseguimento dell'attività ad alti livelli, dopo un passaggio al Varese in IV Serie. In carriera ha totalizzato complessivamente 65 presenze e 13 reti in Serie A e 33 presenze e 14 reti in Serie B.

### Nazionale
Nel 1948 viene convocato da Vittorio Pozzo in Nazionale per le olimpiadi del 48 a Londra dove gioca contro Stati Uniti e Danimarca realizzando una doppietta contro gli statunitensi ed un gol contro i danesi.

## Dopo il ritiro
Sposatosi nel 1952, ha vissuto fino alla morte a Busto Arsizio dove con moglie e figlio, allenatore, aveva un'attività commerciale di profumeria da oltre 50 anni.

## Statistiche

### Cronologia presenze e reti in Nazionale
| Cronologia completa delle presenze e delle reti in nazionale ― Italia | Cronologia completa delle presenze e delle reti in nazionale ― Italia | Cronologia completa delle presenze e delle reti in nazionale ― Italia | Cronologia completa delle presenze e delle reti in nazionale ― Italia | Cronologia completa delle presenze e delle reti in nazionale ― Italia | Cronologia completa delle presenze e delle reti in nazionale ― Italia | Cronologia completa delle presenze e delle reti in nazionale ― Italia | Cronologia completa delle presenze e delle reti in nazionale ― Italia |
| Data                                                                  | Città                                                                 | In casa                                                               | Risultato                                                             | Ospiti                                                                | Competizione                                                          | Reti                                                                  | Note                                                                  |
| --------------------------------------------------------------------- | --------------------------------------------------------------------- | --------------------------------------------------------------------- | --------------------------------------------------------------------- | --------------------------------------------------------------------- | --------------------------------------------------------------------- | --------------------------------------------------------------------- | --------------------------------------------------------------------- |
| 2-8-1948                                                              | Brentford                                                             | Stati Uniti                                                           | 0 – 9                                                                 | Italia                                                                | Olimpiadi 1948 - Ottavi di finale                                     | 2                                                                     |                                                                       |
| 5-8-1948                                                              | Londra                                                                | Danimarca                                                             | 5 – 3                                                                 | Italia                                                                | Olimpiadi 1948 - Quarti di finale                                     | 1                                                                     |                                                                       |
| Totale                                                                |                                                                       | Presenze                                                              | 2                                                                     |                                                                       | Reti                                                                  | 3                                                                     |                                                                       |